# Descrizione di posizione
Per descrizione di posizione (in inglese: job description) si intende la descrizione analitica formalizzata per iscritto delle principali caratteristiche di una posizione organizzativa.
La job description indica, in particolare, il nome della posizione, le sue finalità principali, le dimensioni, la posizione in organigramma, le principali relazioni con le altre posizioni organizzative, le principali mansioni.
La descrizione di posizione può essere utilizzata, tra l'altro, per la valutazione della posizione stessa (darle un peso relativo rispetto alle altre - di solito per graduare le differenze retributive) e per la selezione del personale (descrivere la posizione lavorativa è un elemento fondamentale per la correttezza della selezione).

## Metodologia
Il contenuto dell’elenco delle mansioni varia nella letteratura e in pratica,  ma varia anche tra un’azienda e l’atra. La formulazione dell’elenco deve essere chiara, semplice e univoca.
Un elenco delle mansioni può includere:
- Classificazione della posizione in un'organizzazione aziendale
- Sostituzione della posizione
- Descrizione del lavoro
- Scopo (Finzione essenziale) della posizione
- Compiti (compiti amministrativi, problemi tecnici e compiti personali)[2]
- Competenze e responsabilità
- Requisiti per un dipendente che ricopre la posizione
- Collaborazione con altre posizioni
- Opportunità di un’ulteriore istruzione
- Criteri di efficienza / punti di misurazione per la valutazione degli standard di prestazione attesi
- Dettagli di fatto/organizzativi (e.g. lista di distribuzione, prossima revisione, didascalie).[3]

Le parti interessate dovrebbero essere partecipi alla stesura dell’elenco delle mansioni. Di regola, la compilazione viene completata con le firme del redattore, dipendente che ricopre la posizione in questione e il suo responsabile. L’elenco delle mansioni  dovrebbe essere valido solo finche rappresenti la realtà dei fatti, in quanto descrive uno stato dei fatti momentaneo. Ogni collocato ha il diritto di accesso alle informazioni per essere al corrente dell’elenco delle mansioni. L’elenco delle mansioni è importante anche dal punto di visto della motivazione per la promozione per una posizione più elevata.
Gli elenchi delle mansioni professionali contengono delle indicazioni sui risultati del lavoro attesi che forniscono ai responsabili e ai dipendenti una base obiettiva per la valutazione del lavoro svolto. Vengono utilizzati per la formulazione delle leggende degli elenchi delle mansioni.
Un elenco delle mansioni legalmente vincolante fa parte del contratto di lavoro. Il suo contenuto coincide in gran parte con il contenuto dell’elenco delle mansioni in termini di descrizione dell'attività, perciò quest'ultimo viene spesso utilizzato come base per un contratto di lavoro.

## Vantaggi e limiti

### Vantaggi
È necessaria una descrizione delle mansioni per chiarire il motivo dell'esistenza del ruolo. Può essere utilizzato:
- Fornire sufficienti dettagli per aiutare il candidato a valutare se è adatto alla posizione
- Fornire al dipendente le aspettative che gli sono richieste nella posizione[8]
- Per aiutare a formulare le domande per il processo di intervista
- Consentire al potenziale dipendente di definire il proprio ruolo o la propria posizione all'interno della struttura dell'organizzazione[9]
- Assistenza nella stipula di un contratto di lavoro legalmente vincolante
- Contribuire a definire gli obiettivi per il dipendente al momento dell'ingresso nel mondo del lavoro[10]
- Per aiutare a valutare le prestazioni di un dipendente
- Contribuire alla formulazione di piani di formazione e sviluppo

### Limitazioni
Le descrizioni prescrittive delle mansioni possono essere considerate un ostacolo in alcune circostanze:
- Le descrizioni delle mansioni possono non essere adatte ad alcuni senior manager, che devono avere la libertà di prendere iniziative e trovare nuove direzioni fruttuose;
- Le descrizioni delle mansioni possono essere troppo poco flessibili in un'organizzazione in rapida evoluzione, ad esempio in un settore soggetto a rapidi cambiamenti tecnologici;
- Altre modifiche al contenuto del lavoro possono rendere la descrizione del lavoro obsoleta.

## Manipolazione della descrizione del lavoro
Manipolazione della descrizione del lavoro - Una pratica sleale ampiamente praticata che si riferisce alla modifica intenzionale delle descrizioni del lavoro con l'intento di favorire candidati specifici o gruppi di candidati, spesso per soddisfare determinate preferenze o obiettivi di assunzione. Questa manipolazione può comportare la modifica delle qualifiche, dei doveri o dei requisiti dichiarati in un annuncio di lavoro in un modo che non soddisfa necessariamente le reali esigenze della posizione.